# Giovanni Plateario il Giovane
Giovanni Plateario, detto il Giovane, o Secondo, o junior (fl. XII secolo), è stato un medico italiano, importante esponente della Scuola medica salernitana.

## Biografia
Secondo alcuni autori, fu figlio di Giovanni e Trotula de Ruggiero, donna che praticava liberamente la medicina; lui e il fratello Matteo proseguirono l'attività dei genitori e, insieme al genitore, sono ricordati come Magistri Platearii.
Fu autore di un'importante opera che racchiudeva le conoscenze botaniche del Medioevo, il Circa Istans e anche di un manuale medico che descrive le malattie, le cause e la terapia, la Practica. È anche autore delle Regulae urinarum e di una Practica brevis, una sorta di conciso prontuario per curare le malattie.
Per ora, la Practica deve considerarsi l'unico testo scritto da lui, poiché non esistono più edizioni critiche. 